# 90. Sinfonie (Haydn)
Die Sinfonie Nr. 90 C-Dur komponierte Joseph Haydn im  Jahr 1788. Das Werk war neben den Sinfonien Nr. 91 und Nr. 92 wahrscheinlich ursprünglich eine Nachbestellung für die erfolgreiche Pariser Konzertreihe der „Loge Olympique“. Haydn hat die drei Werke dann jedoch ein zweites Mal an den Fürsten Oettingen-Wallerstein verkauft. Der Schlusssatz der Sinfonie Nr. 90 enthält einen musikalischen Scherz, da durch eine lange Generalpause fälschlicherweise der Eindruck entsteht, die Sinfonie sei bereits beendet.

## Entstehung der Sinfonien Nr. 90 bis 92

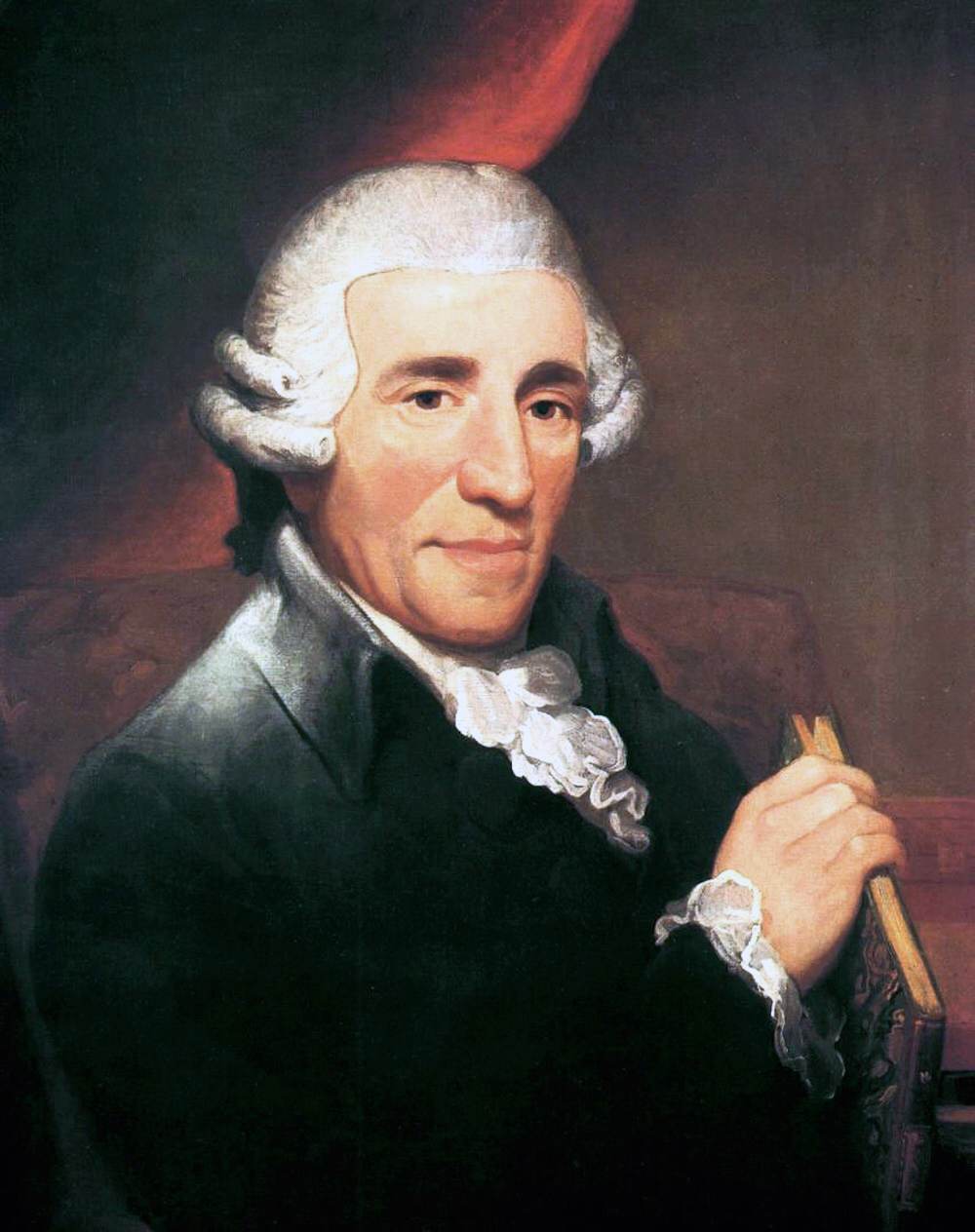
Joseph Haydn (Ölgemälde von Thomas Hardy, 1791)

Die Sinfonien Nr. 90 bis 92 entstanden 1788 / 1789 vermutlich im Auftrag von Claude-Francois-Marie Rigoley, dem Grafen von Ogny („Comte d´Ogny“) als „Nachbestellung“ der erfolgreichen Sinfonien Nr. 82–87 für die Pariser Konzertreihe der „Loge Olympique“ (siehe bei der Sinfonie  Nr. 82). Haydn hat sie aber 1789 ein zweites Mal an den Fürsten Oettingen-Wallerstein verkauft:
Am 16. Januar 1788 schrieb der Haydn-Verehrer Fürst Kraft Ernst zu Oettingen-Wallerstein seinem Hofagenten von Müller in Wien, dass er drei neue Sinfonien von Haydn zu erhalten wünsche, die aber außer ihm niemand besitzen solle, „da bekanntlich Jos. Haydn der größte Synfonist ist und ich für seine Musick ganz eingenommen bin.“ Haydn antwortete an Müller in einem Brief vom 3. Februar 1788, dass er dem Wunsch des Fürsten erst nach Abarbeitung seiner aktuellen Aufträge nachkommen werde.
Gut anderthalb Jahre später schreibt Haydn dann an Müller: „Endlich übermache ich Euer Wohl gebohrn die 3 Sinfonien für Sr. Hochfürstl. Durchl. dem gnädigsten Fürsten Oeting v. Wallerstein. Wegen der so späten Einsendung aber bitte ich gehorsamst um Vergebung: da Euer Wohl gebohrn von selbst einsehen werden, wie schwer es fällt (…) nicht Worte halten zu können. Ich trachtete von ein Tag auf den anderen den gütigsten Fürsten v. Wallerstein zu befriedigen, allein verhinderten ein solches jederzeit wider meinen Willen …“.
Der Hofagent Müller übersandte Haydns Brief am 21. Oktober 1789 an den Fürsten. Er fügt hinzu, er werde die bestellten Sinfonien mit dem nächsten Postwagen folgen lassen. Haydn scheint jedoch von den bestellten Sinfonien nicht das Original (die selbst geschriebene Partitur) geschickt zu haben, wie es damals gegenüber einem fürstlichen Auftraggeber üblich war, sondern eine Kopie. Wahrscheinlich hat der Fürst dies beanstandet, denn Haydn schreibt am 29. November 1789 an Müller über ein angebliches Augenleiden: „Ich hätte vermög meiner Schuldigkeit stat der Copiatur die Spartitur deren Sinfonien einschicken sollen. Allein, da ich fast den ganzen Sommer hindurch solche hefftige Augen schmerzen hatte, dass ich leyder ganz ausser Stand ware eine Reine Spart zu machen, so ware ich demnach gezwungen diese 3 unleserliche Sinfonien (…) durch einen meiner Compositions schüller in meinem Zimer und nachhero durch verschiedene Copisten (…) abschreiben zu lassen (…). Ich lasse demnach den Durchlauchtigsten Fürsten diesfalls unterthänigst um Vergebung bitten; sollten aber Höchst dieselbe immediate eine Spart verlangen, so werde ich diese (zwar mit sehr vieler Mühe, indem ich von denen Augen schmerzen noch nicht ganz befreyet bin) Sr. Durchl. gehorsamt übermachen.“
Haydn schrieb nicht, dass er die Autographe der Sinfonien, die er 1788 / 1789 komponiert hatte, dem Comte d´Ogny (siehe oben) geschickt hatte, Nr. 91 und Nr. 92 sogar mit Widmung, auch das Autograph von Nr. 90 trägt auf der Titelseite einen gestempelten Hinweis auf den Grafen d´Ogny. Der Fürst fand Haydns Entschuldigung über eine Sehschwäche offenbar plausibel, da er und sein Agent Müller noch nichts von dem Verkauf der Werke nach Paris wussten.
Haydn erhielt vom Fürsten eine goldene Tabaksdose mit 50 Dukaten und eine Einladung zum persönlichen Kennenlernen. Diese Pläne zerschlugen sich dann aber durch den Tod des Fürsten Nikolaus, Haydns Umzug nach Wien und die erste Englandreise. Auf der Fahrt nach London machte Haydn lediglich einen kurzen Besuch in Wallerstein.

## Zur Musik
Besetzung: Flöte, zwei Oboen, zwei Fagotte, zwei Hörner, zwei Violinen, Viola, Cello, Kontrabass. Über die Beteiligung eines Cembalos oder Fortepianos als Continuoinstrument in Haydns Sinfonien bestehen unterschiedliche Auffassungen. Die nachträglich hinzugefügten Trompeten und Pauken werden für authentisch gehalten.
Aufführungszeit: ca. 25 Minuten.
Bei den hier benutzten Begriffen der Sonatensatzform ist zu berücksichtigen, dass dieses Modell erst Anfang des 19. Jahrhunderts entworfen wurde (siehe dort). – Die hier vorgenommene Beschreibung und Gliederung der Sätze ist als Vorschlag zu verstehen. Je nach Standpunkt sind auch andere Abgrenzungen und Deutungen möglich. – Ein Kennzeichen der Sinfonie ist der Wechsel von kräftigen Tutti-Passagen im Forte und solistischen Abschnitten für die Holzbläser.

### Erster Satz: Adagio – Allegro assai
C-Dur, 3/4-Takt, 227 Takte
Die Adagio-Einleitung eröffnet Haydn im Kontrast zwischen Forte und Piano: Auf ein Unisono-C im Fortissimo inklusive Paukenwirbel folgt piano eine zögerliche, durch Pausen unterbrochene Figur aus vier absteigenden Achteln, zwei weitere Forte-Akkordschläge und eine viertaktige Piano-Kadenzfigur der Streicher. Diese besteht aus sechsfacher Tonrepetition, drei absteigenden Achteln (aus der vorigen Achtelfigur abgeleitet) und einer Schlussfloskel. Die pochende Tonrepetition erscheint dann als „Grundierung“ im Bass (anfangs auch mit tiefem C der Hörner) über fragenden Wendungen von Fagott und 1. Violine.

Beginn des Allegro assai, 1. Violine

Das Allegro assai beginnt piano mit der Kadenzfigur der Einleitung als wesentlichem Element des ersten Themas. Es ist das erste Mal, dass Haydn (mit dieser Deutlichkeit) eine thematische Verknüpfung von Einleitung und folgendem schnellem Hauptteil vornimmt. Weiterhin zieht sich der klopfende Achtelimpuls nahezu durch den ganzen weiteren Satzverlauf. Auf das viertaktige „Repetitions-Motiv“ folgt wie in der Einleitung eine kurze Dialogfigur, nun zwischen den Oboen und dem Bass. Das Repetitions-Motiv wird piano wiederholt und geht dann ab Takt 32 abrut in einen Tutti-Block im Forte mit Synkopen – Motiv, Läufen, Akkordmelodik und Fanfaren der Blechbläser über.
Nach einer Zäsur (kurze Generalpause) schließt das zweite Thema piano in der Dominante G-Dur an. Zunächst spielt die Flöte, dann die 1. Oboe eine periodisch aufgebaute, achttaktige und sangliche Melodie mit fließender Achtelbewegung und ausgehaltenem Anfangston. Durch die sparsame Begleitung der Streicher kontrastiert das Thema wirkungsvoll zum vorangegangenen Forte-Block. Die Schlussgruppe ab Takt 66 greift anfangs das Repetitions-Motiv wieder auf, nun als Variante mit Synkopen und Chromatik. Nach Oktavsprüngen im Unisono setzen rasante Sechzehntel-Läufe ein, die sich durch Hinzunahme weiterer Instrumente steigern (auskomponiertes  Crescendo): zuerst beide Violinen, dann mit Fagott und Viola, schließlich auch mit Bass und Liegetönen in den übrigen Bläsern. Das Repetitions-Motiv hat dann einen weiteren Auftritt, gefolgt vom Synkopen-Motiv. Die Exposition klingt mit fortlaufender Tonrepetition der 1. Violine aus, sie wird wiederholt.
Die Tonrepetition geht bei der ersten Wiederholung nahtlos in das Repetitions-Motiv vom ersten Thema über, nach der Wiederholung (Beginn der Durchführung) in einen klopfenden Achtelteppich der Streicher, unter dem Fagott und Bass ein Motiv mit drei aufsteigenden Achteln dialogartig spielen. Nach dem Forte-Ausbruch mit Molltrübung ab Takt 104 setzt in Takt 112 das zweite Thema piano ein, nun in der Subdominante F-Dur. Wie in der Exposition, ist zunächst die Flöte, dann die 1. Oboe stimmführend. Der zweite Forte-Block führt ab Takt 131 in eine mehrstimmige Passage mit versetztem Einsatz vom Kopf des Repetitions-Motivs, anfangs in der 2. Violine zudem eine Variante des Motivs mit den drei Achteln (hier aufsteigend und teilweise als Sechzehntel). Mit fanfarenartigen Tonwiederholungen in den Trompeten läuft die Bewegung schließlich in E-Dur aus (Takt 137–146). Wie am Ende der Exposition, benutzt Haydn als Rückführung zur Reprise eine fortlaufende Tonrepetition der 1. Violine, die sich vom vorher betonten E über F und Fis bis zum G (als Anfangston des ersten Themas) im zögerlichen Pianissimo und in verlangsamter Bewegung (Viertel statt Achtel, auskomponiertes Ritardando) vortastet.
Die Reprise (ab Takt 153) beginnt zunächst wie die Exposition mit dem ersten Thema in C-Dur. Der folgende Forte-Block ist stark verkürzt, neu ist die Abfolge von betonten Tutti-Akkorden mit chromatisch aufsteigender Linie im Bass. Beim zweiten Thema tauschen Flöte und 1. Oboe die Reihenfolge in der Stimmführung, bei der Wiederholung mit der Flöte erweitern nun auch Hörner und Trompeten die Klangfarbe. Die Schlussgruppe ist ähnlich wie in der Exposition. Haydn beendet den Satz mit einer Coda, in der das Repetitionsmotiv nochmals im überraschenden Piano erklingt. Auch Durchführung und Reprise werden wiederholt.

### Zweiter Satz: Andante
F-Dur, 2/4-Takt, 140 Takte
Der Satz ist als Dur-Moll – Variation mit zwei kontrastierenden Themenabschnitten angelegt.

Beginn des Andante, 1. Violine, Takt 1–4

- Thema A (Takt 1–16 mit zwei wiederholten Unterabschnitten, F-Dur): Vorstellung des  Themas mit parallel geführtem Fagott und 1. Violine in der Stimmführung. Nur die übrigen Streicher begleiten. Die periodisch aufgebaute Melodie hat einen ruhig-schreitenden Charakter.
- Thema B (Takt 17–38 mit zwei wiederholten Unterabschnitten, f-Moll): Der kontrastierende Abschnitt beginnt forte mit dramatischen, abgesetzten Akkordschlägen des Tutti, zeigt danach jedoch im zweiten, in As-Dur beginnenden Unterabschnitt auch nachdenklichere Piano-Passagen mit Chromatik. Zum Ende des Abschnitts gerät die Musik mit Pausen und forte-piano – Kontrasten ins Stocken.
- Variation A´ (Takt 39–70, F-Dur): Thema zunächst wie am Anfang, danach jedoch mit ausgedehntem Flötensolo, begleitet nur von den beiden Violinen im Staccato.
- Variation B´(Takt 71–98, erster Abschnitt wiederholt, f-Moll): mit anfangs fließender, durchgehender Bewegung in Läufen, danach Variante des zweiten Unterabschnitts, die „zögerliche“ Passage ist ausgedehnter.
- Variation A´´ (Takt 99–120, F-Dur): Thema im solistischen Cello, begleitet nur von den übrigen Streichen, 1. Violine in fortlaufenden Sextolen.
- Die Coda (Takt 120–140, F-Dur) beginnt Haydn mit dem Themenkopf vom Thema A  in den solistischen Holzbläsern, die das Material dann frei weiterführen und dabei über einer pizzicato-Streicherbegleitung und Erreichen von As-Dur und Des-Dur eine besondere Klangfarbe aufbauen.

### Dritter Satz Menuet
C-Dur, 3/4-Takt, mit Trio 86 Takte

Beginn Menuett, 1. und 2. Violine, Takt 1 bis 4

Das Menuett ist mit 86 Takten relativ lang und als gewichtiger Satz angelegt. Es beginnt auftaktlos im festlichen Forte mit einem viertaktigen Thema unter Einsatz der Blechbläser. Der zweite Viertakter kontrastiert piano mit solistischer Oboe, die den Themenkopf aufgreift, nur begleitet von den übrigen Bläsern. Daraufhin setzt wieder das festliche Tutti forte ein. Der zweite, anfangs durchführungsartige Teil beginnt piano mit dem Themenkopf im Bass und führt in harmonisch ferne B-Tonarten. In Takt 23 setzt der Themenkopf forte und schwungvoll (mit Vorschlag) in Es-Dur ein, schließlich übernehmen wieder die solistische Oboe und auch die Flöte die Stimmführung. Achtelläufe in den Streichern – zunächst unisono und forte, dann (nur die Violinen) piano – führen zum effektvollen Wiederaufgreifen des Hauptthemas (Takt 45 ff.).
Das Trio steht ebenfalls in C-Dur. Wiederum tritt die Oboe solistisch hervor. Sie spielt eine Melodie mit chromatischen Vorhalten, bis auf eine Forte-Unterbrechung nur sparsam begleitet von den Streichern im Staccato.

### Vierter Satz: Finale. Allegro assai
C-Dur, 2/4-Takt, 241 Takte

Beginn des Allegro assai, 1. Violine, Takt 1–4

Die Streicher stellen zunächst das periodisch strukturierte erste Thema (= Hauptthema) piano vor, es wird dann mit Stimmführung in Fagott und Oboe wiederholt. Das Thema basiert auf zwei zweitaktigen Motiven: Das einprägsame Anfangsmotiv („Kopfmotiv“) besteht aus Intervallsprüngen mit punktiertem Rhythmus, das zweite Motiv aus gleichmäßiger Sechzehntelbewegung. Die Überleitung (Takt 16 ff.) setzt als Forte-Block des Tutti ein und enthält rasante Läufe, Blechbläserfanfaren und das Kopfmotiv im Bass / den Oboen über Tremolo der Violinen (Takt 30 ff.). Eine leicht chromatische Tremolo-Passage führt zum „zweiten Thema“ (Takt 54 ff.), das aus dem Kopfmotiv des ersten Themas abgeleitet ist: Anfangs spielt die 2. Violine das Kopfmotiv, dazu die 1. Violine eine daraus abgeleitete Gegenstimme. Dann setzt der Bass mit ein, wobei die 1. Violine ein „Fanfarenmotiv“ mit marschartig-punktiertem Rhythmus als zweite Gegenstimme spielt (das Fanfarenmotiv tauchte bereits in der Blechbläserfanfare Takt 24 auf). In der Schlussgruppe (Takt 62–78) wird zunächst das Fanfarenmotiv in den Blechbläsern herausgestellt, die Exposition endet mit einer weiteren rasanten Sechzehntel-Bewegung im Unisono (strukturell ähnlich der Schlussgruppe im ersten Satz) und wird wiederholt.
Die Durchführung beginnt mit der Unisono-Sechzehntelfigur der Schlussgruppe. Ausgehend von g-Moll, streift Haydn mehrere Tonarten (B-Dur, c-Moll, A-Dur, d-Moll) und benutzt dabei verschiedene Motive aus der Exposition (z. B. in Takt 89 beim Streifen von c-Moll die Schlussgruppenläufe (Violinen), das Fanfarenmotiv (Bläser) und ein vom Thema abgeleitetes Motiv (Bass)). Nach einem Dialog von Bass und Holzbläsern erscheint in Takt 105 das Kopfmotiv in der Subdominante F-Dur im Streicherpiano, anschließend in der Tonika C-Dur mit solistischer Flöte, begleitet von den Violinen mit dem Fanfarenmotiv. Die folgende längere Passage mit den Unisono-Sechzehntelläufen aus der Schlussgruppe führt zurück zur Reprise, die in Takt 142 abrupt mit dem Hauptthema im Piano einsetzt.
Die Reprise ist mit nur 26 Takten gegenüber der Exposition stark verkürzt: Nach der Vorstellung des Hauptthemas in den Streichern folgt eine Wiederholung mit Fagott, die wie das „zweite Thema“ (ab Takt 54) strukturiert ist. Unmittelbar darauf setzt die Schlussgruppe ein, die lediglich aus dem Fanfarenmotiv besteht. In Takt 167 scheint der Satz beendet zu sein.
Hierbei handelt es sich jedoch um einen „musikalischen Gag“: nach mehr als vier Takten Generalpause, d. h. während das Publikum üblicherweise mit dem Applaus beginnt, schließt als Coda piano ein Dialog zwischen Kopfmotiv (Streicher, Fagott) und Fanfarenmotiv (1. Oboe) an. Ab Takt 196 wandert das Kopfmotiv durch die Holzbläser. Die Coda greift auch die anderen Motive des Satzes nochmals auf und gleicht durch ihre ungewöhnliche Länge (mehr als 70 Takte) die Kürze der Reprise aus. Zum Schluss des Satzes spielt das ganze Orchester nach einer langen Passage mit den Unisono-Sechzehntelläufen nochmals das Kopfmotiv, nun begleitet vom herausgestellten Fanfarenmotiv der Bläser. – Auch für den zweiten Satzteil (Durchführung und Reprise) sind in der Partitur Wiederholungen vorgeschrieben.